# Shannon Walker
Shannon Walker, née le 4 juin 1965 à Houston au Texas, est une astronaute américaine aujourd'hui retraitée. Après une formation en physique puis en astrophysique, elle commence sa carrière à la NASA en tant que contrôleuse de vol pour le programme de la navette spatiale américaine. Elle travaille ensuite sur la robotique à bord de la station spatiale internationale, notamment en collaboration avec l'agence spatiale russe. Elle a effectué deux missions spatiales, totalisant 330 jours en orbite, avant de prendre sa retraite le 10 juillet 2025 après 38 ans de carrière, dont 21 ans en tant qu'astronaute.
En 2004, elle est sélectionnée par la NASA en tant que membre du groupe 19 d'astronautes. Elle s'envole le 15 juin 2010 à bord de Soyouz TMA-19 depuis le cosmodrome de Baïkonour au Kazakhstan pour sa première mission à bord de la station spatiale internationale, où elle passe 163 jours. Elle effectue une seconde mission avec SpaceX Crew-1 en 2020, participant aux expédition 64 et expédition 65, totalisant 167 jours supplémentaires dans l'espace,.

## Formation
Shannon Walker est native de Houston au Texas. Elle est diplômée de la Westbury High School (en) en 1983, puis obtient un baccalauréat universitaire ès lettres en physique de l'université Rice. Elle obtient ensuite une maîtrise universitaire ès sciences en 1992 puis un PhD en astrophysique en 1993, tous deux de l'université Rice également.

## Débuts professionnels
En 1987, elle commence à travailler pour la Rockwell Space Operations Company au Centre spatial Johnson en tant que contrôleuse de vol chargée de la robotique pour le programme de la navette spatiale. De 1990 à 1993, elle participe à des recherches à l'université sur l'interaction entre le vent solaire et l'atmosphère vénusienne. En 1995, elle rejoint le Centre spatial Johnson et commence à travailler sur le programme de la station spatiale internationale, où elle collabore avec les partenaires internationaux dans la conception et la construction du matériel robotique de la station. En 1998, elle rejoint la salle d'évaluation de mission (MER) (en anglais : Mission Evaluation Room) en tant que responsable pour coordonner la résolution de problème ayant lieu à bord de la station. En 1999, elle déménage à Moscou en Russie pour travailler avec l'agence spatiale russe et ses contractants dans l'intégration de l'avionique et la résolution de problème pour la station spatiale internationale. Un an plus tard, elle rentre à Houston pour travailler en tant que chef technique de la MER et directrice adjointe du bureau d'ingénierie en orbite, dont elle devient par la suite directrice.

## Astronaute

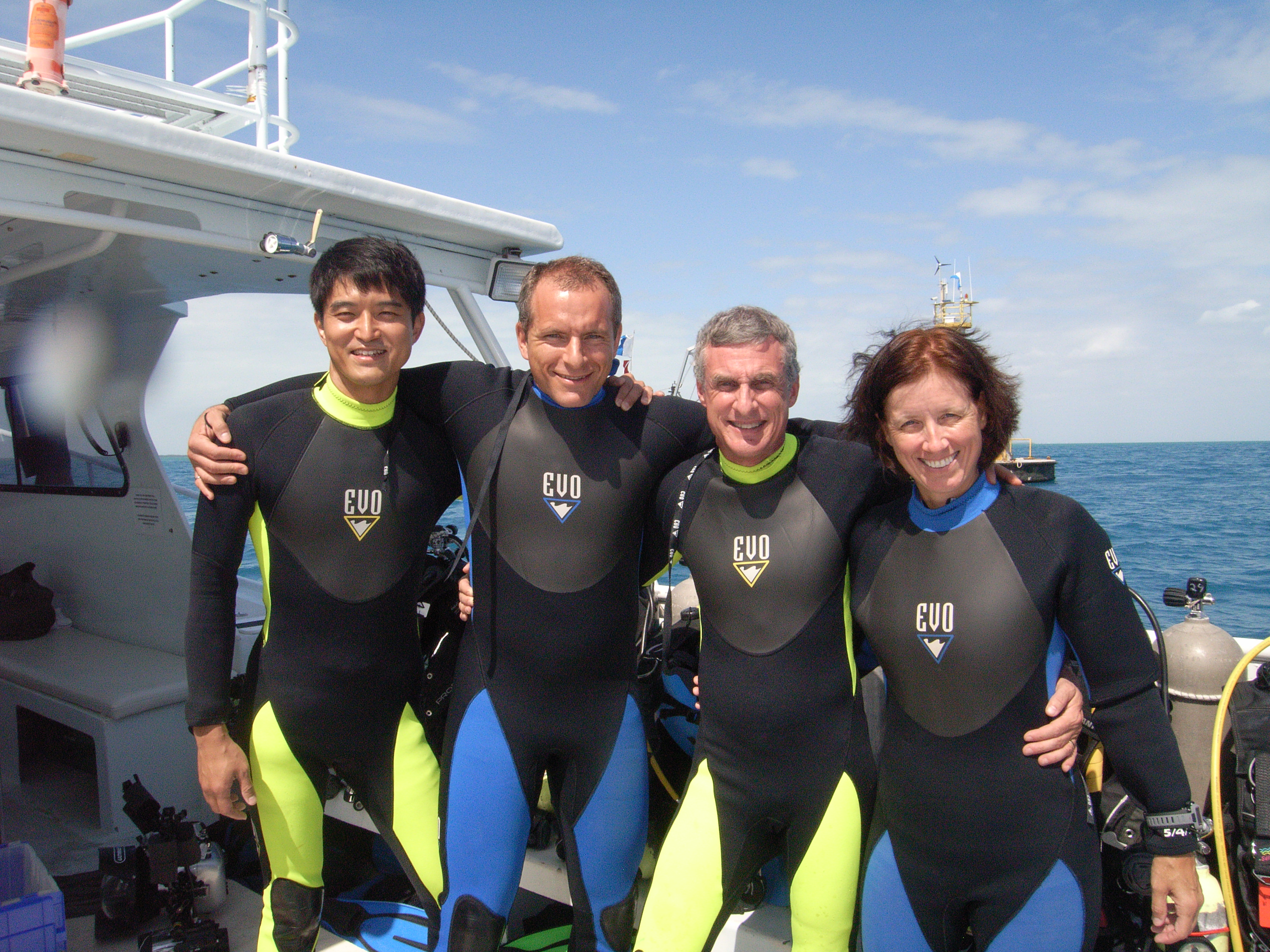
Shannon Walker avec l'équipage de la mission NEEMO 15.

Elle est semi-finaliste des groupes d'astronautes 15, 16, 17 et 18, puis est finalement sélectionnée en mai 2004 en tant qu'un des 10 membres du groupe d'astronautes 19 de la NASA. Au cours de sa formation, elle apprend le fonctionnement des systèmes de la navette spatiale américaine et de la station spatiale internationale, le pilotage d'avions T-38 Talon et la survie en milieu sauvage et aquatique. Elle est également entraînée aux sorties extravéhiculaires ainsi qu'à la manipulation du bras robotique canadien. Après avoir complété sa formation, elle devient astronaute de soutien à l'équipage pour l'expédition 14, responsable pour la coordination, la planification et les interactions, et représentante principale de l'équipage pendant leur séjour en orbite. Elle est également assignée en tant que Capsule Communicator (CAPCOM) au centre de contrôle de mission à Houston, étant le lien de communication principal entre l'équipage à bord de la station et le contrôle au sol. Elle est également CAPCOM en chef de la station lors de la mission de navette spatiale STS-118 qui installe au cours de 4 sorties extravéhiculaires le segment de poutre S5,.
Après sa première mission, elle travaille en tant qu'adjointe des branches du vaisseau Soyouz et de la sécurité, et chef de la branche opérationnelle de l'ISS au bureau des astronautes. En octobre 2011, elle commande la mission NEEMO 15 à bord du laboratoire sous-marin Aquarius, elle et son équipage devenant officiellement aquanautes après avoir passé 24 heures sous la surface de l'eau. Elle participe également à l'expédition 2014-2015 de l'Antarctic Search for Meteorites (ANSMET), un programme visant à la recherche de météorite en Antarctique. Plus récemment, elle a occupé le poste de chef adjointe du bureau des astronautes et a supervisé la formation et la graduation de la classe d'astronautes candidats de 2021, diplômée en 2024,.

### Expéditions 24/25

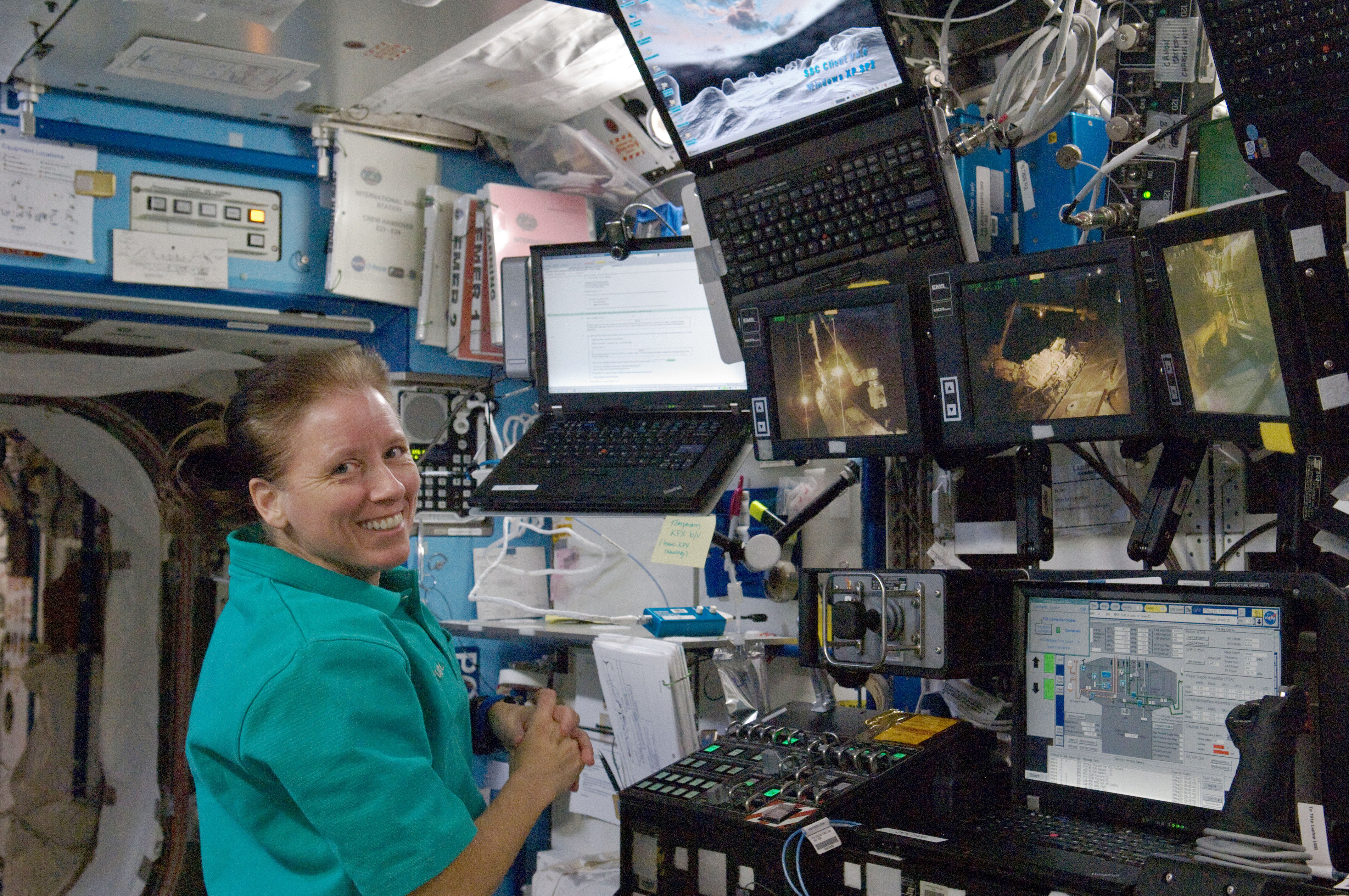
Shannon Walker à bord de la station spatiale internationale pour sa première mission. Devant elle se trouve une station de travail pour commander le bras robotique Canadarm 2.

Elle commence son entraînement pour sa première mission à l'été 2007. Elle s'envole en tant qu'ingénieure de vol à bord de Soyouz TMA-19 le 15 juin 2010 depuis le cosmodrome de Baïkonour au Kazakhstan avec l'astronaute de la NASA Douglas H. Wheelock et le cosmonaute russe Fyodor Yurchikhin pour une mission de longue durée à bord de la station spatiale internationale. Au cours de sa mission, l'équipage réalise plus de 130 expériences scientifiques en recherche médicale, biologie et biotechnologie, physique et science des matériaux, science ascensee de la Terre et le développement de nouvelle technologie. Elle est l'opératrice robotique durant 3 sorties extravéhiculaires d'urgence pour enlever et remplacer une pompe défaillante sur la station. Après avoir participé aux expéditions 24 et 25, elle rentre sur Terre le 25 novembre 2010 à bord de Soyouz TMA-19 après 163 jours passés dans l'espace.

### Expéditions 64/65
Elle est assignée à la mission SpaceX Crew-1 à bord du vaisseau Crew Dragon de SpaceX, devenant la première femme à voler à bord de ce vaisseau. Le décollage a lieu le 16 novembre 2020 à 0 h 27 UTC, pour participer aux expéditions 64 et 65 sur la station spatiale internationale. Elle commande brièvement l'expédition 65 et passe 167 jours dans l'espace avant de rentrer sur Terre en mai 2021. Durant cette mission, elle participe à des contacts radio amateurs avec le projet ARISS depuis la station avec l'indicatif radio amateur KD5DXB,.

## Vie privée
Elle est mariée à l'astronaute américain Andy Thomas. Elle apprécie cuisiner, la course, la musculation, le pilotage, le camping et voyager.

## Distinctions
Elle reçut plusieurs prix au cours de sa carrière dont:
- Goethe Institute Scholarship for Study Abroad
- Rice Fellowship for Graduate Study
- Rockwell Sustained Superior Performance Award
- 7 Group Achievement Award pour son travail sur le programme de la station spatiale internationale
- 3 Going the Extra Mile Award pour son travail sur le programme de la station spatiale internationale
- Space Flight Awareness Award pour sa contribution au programme de la station spatiale internationale